# 金竜温泉駅
金竜温泉駅（きんりゅうおんせんえき）は、かつて岐阜県恵那郡大井町（現・恵那市大井町）にあった北恵那鉄道（現・北恵那交通）大井線の駅（廃駅）である。

## 歴史
大井ダム建設に伴う資材運搬用に敷設された大同電力（現・関西電力）専用鉄道を、北恵那鉄道が大同電力より譲り受けた路線にて旅客運輸営業を行った後に新設された中間駅である。

### 年表
- 1929年（昭和4年）2月 大井線の新設駅として開業。
- 1932年（昭和7年）9月 新大井 - 大井ダム間旅客営業休止に伴い休止。
- 1934年（昭和9年）9月15日 新大井 - 大井ダム間旅客営業廃止に伴い廃止[2]。

## 駅構造
当時の駅構造は不明。

## 駅周辺
金龍館という温泉旅館があった。
当駅は現在の恵那ラヂウム温泉付近に位置していた。
- 恵那ラヂウム温泉館
- 金比羅神社
- 岐阜県道401号恵那峡公園線
- 阿木川

## 駅跡
当駅跡一帯は住宅地に変わっている。

## 隣の駅
北恵那鉄道
大井線
新大井駅 - 金竜温泉駅 - 大井ダム駅